# La Fenice

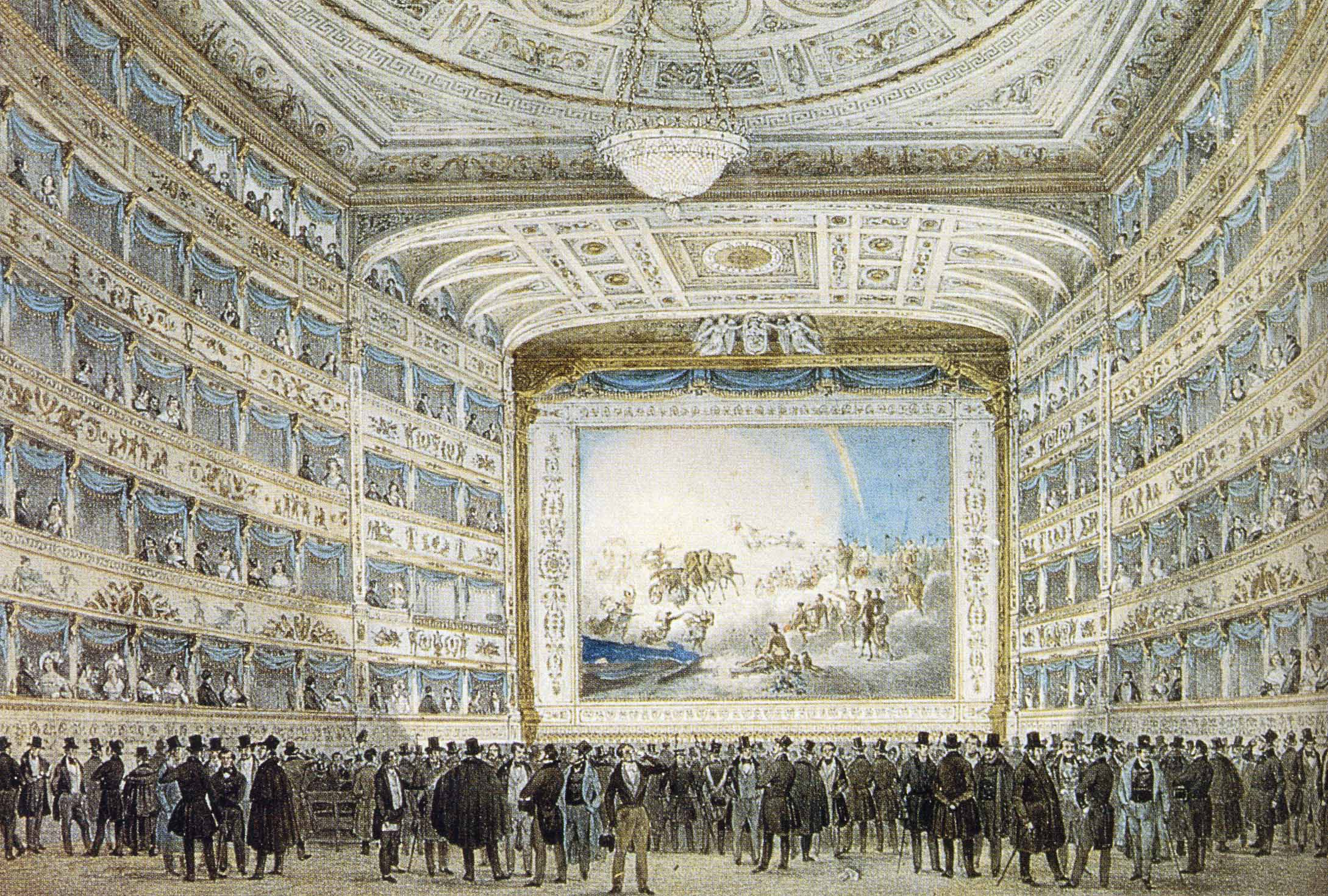
El interior de La Fenice, en 1837.

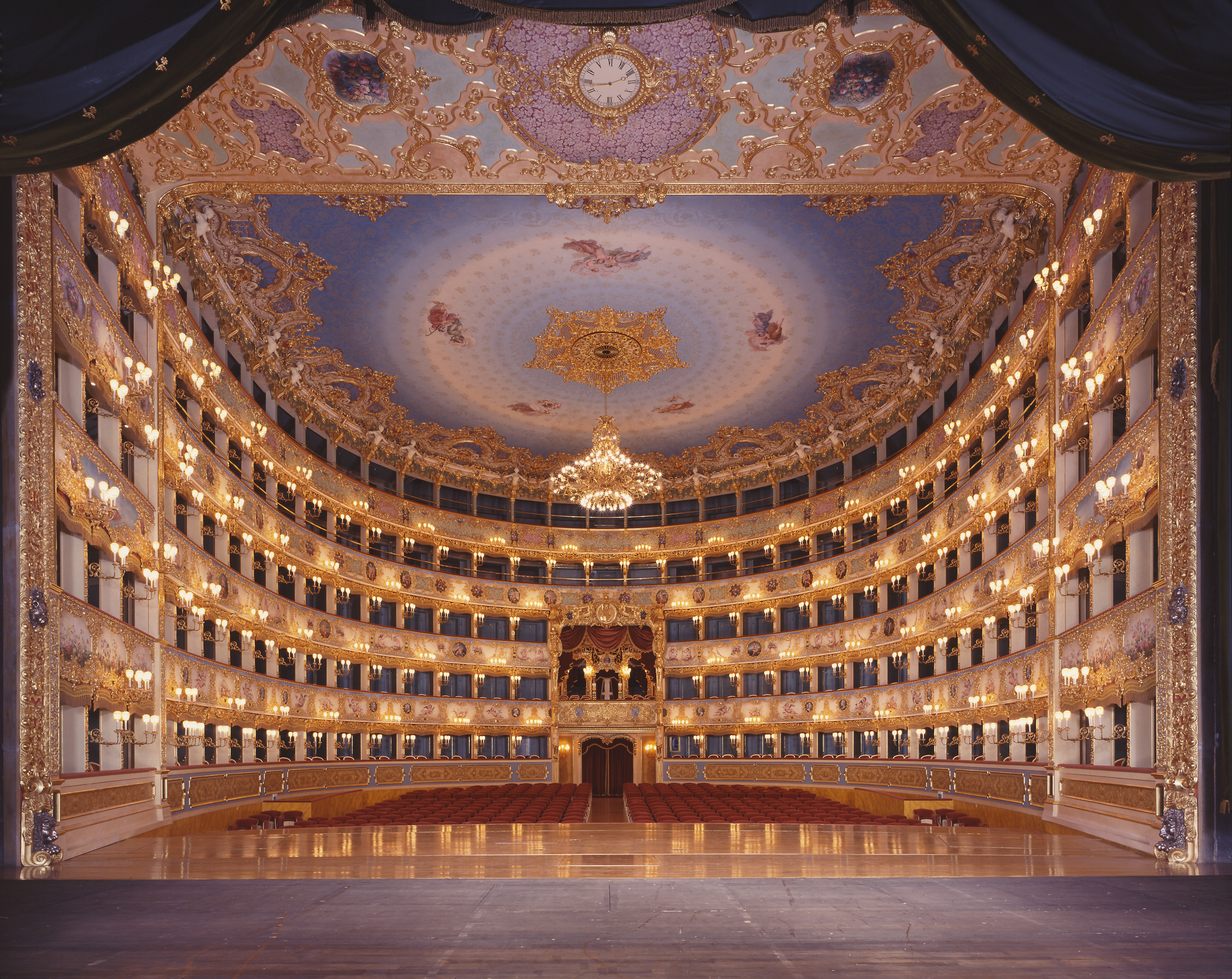
Interior de La Fenice, en 2018.

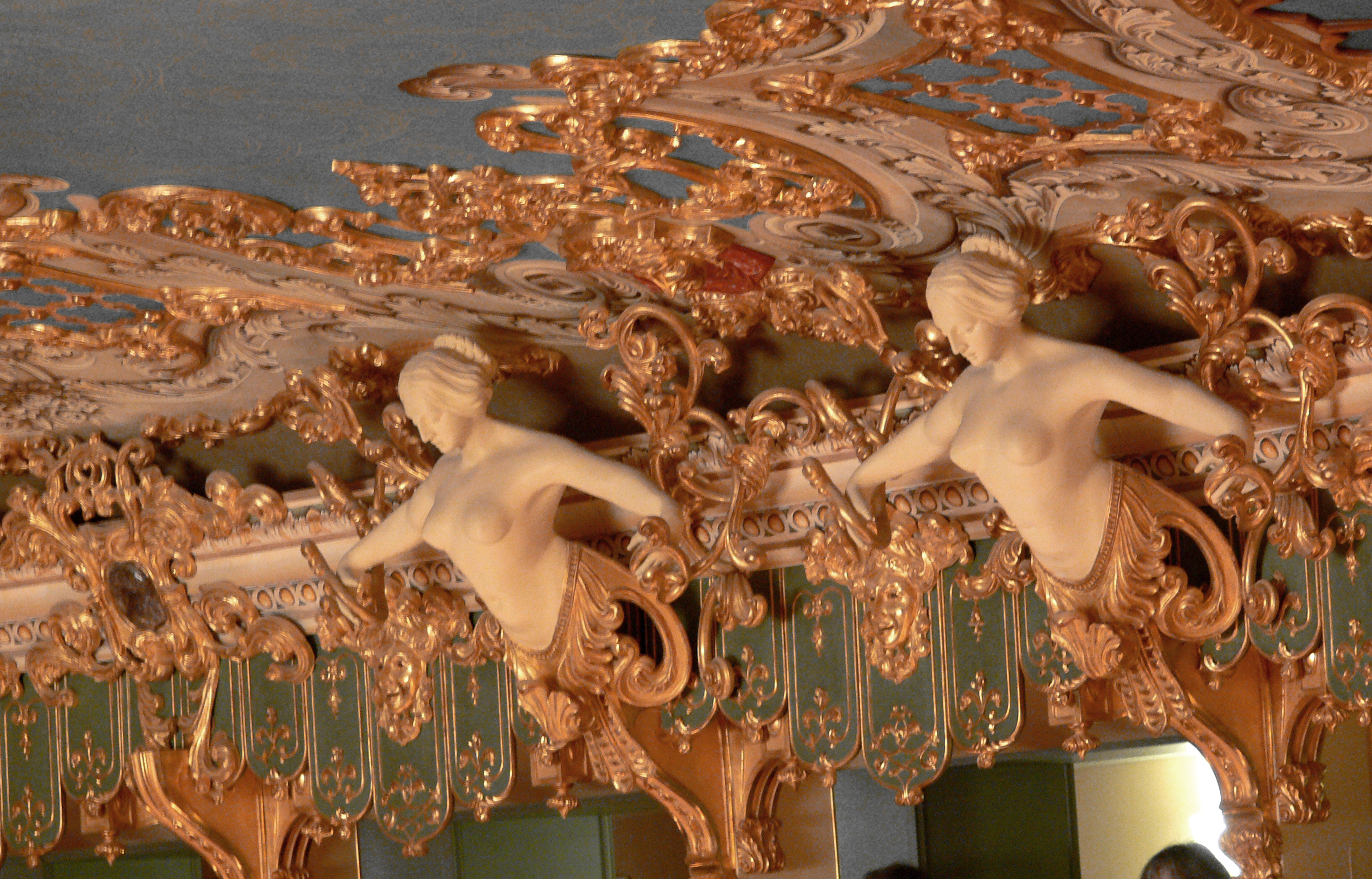
Detalle de la decoración.

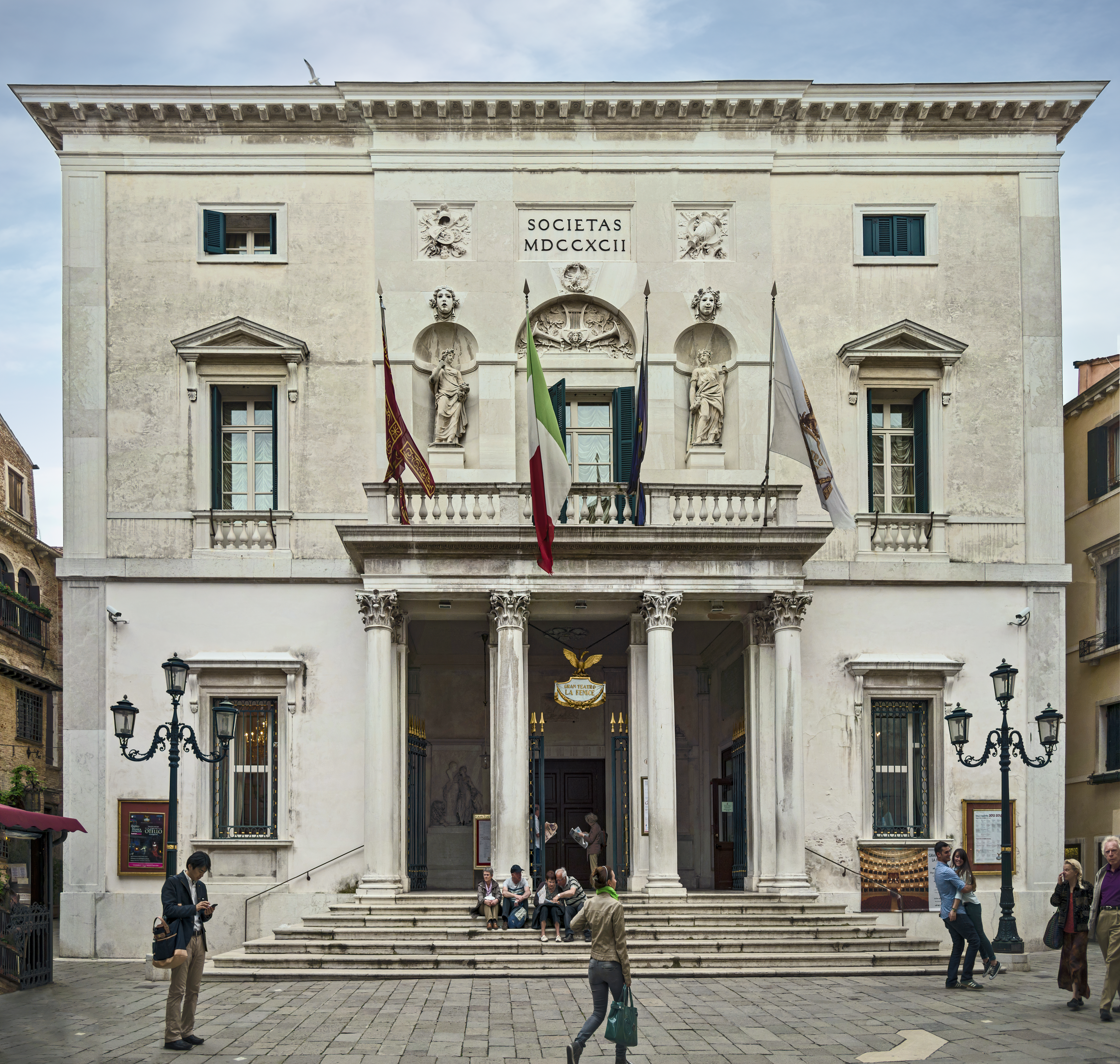
Fachada exterior de La Fenice.

Teatro La Fenice (el fénix) es un teatro de la ciudad de Venecia (Italia), considerado uno de los teatros de ópera más famosos por haberse estrenado en él muchas de las óperas italianas más conocidas. Inaugurado en 1792, tras dos incendios en 1836 y 1996, continúa en activo desde 2003.
La Fenice se convirtió en la sede de numerosos y famosos estrenos de ópera en los que se interpretaron las obras de varios de los cuatro principales compositores de la época del bel canto: Rossini, Bellini, Donizetti y Verdi.

## Historia
En 1774, el Teatro San Benedetto, el teatro de ópera más importante de Venecia con más de cuarenta años de historia, fue destruido por un incendio. Poco después de su reconstrucción surgió una disputa legal entre la compañía que lo administraba y los propietarios, la familia Venier. La disputa fue ganada por la familia, por lo que la compañía decidió construir por su cuenta un nuevo teatro en el Campo San Fantin.
Las obras se iniciaron en junio de 1790, y terminaron en mayo de 1792. El nuevo teatro fue nombrado La Fenice para honrar el resurgimiento de la compañía, primero de sus cenizas, y luego de su mudanza. La Fenice se inauguró el 16 de mayo de 1792 con una ópera de Giovanni Paisiello llamada I Giochi di Agrigento.
Ya a comienzos del siglo XIX la reputación europea de La Fenice era alta. Gioachino Rossini produjo allí dos óperas, Vincenzo Bellini estrenó otras dos y Gaetano Donizetti regresaba triunfal a Venecia luego de diecisiete años en Milán y Nápoles.
En diciembre de 1836 un nuevo desastre se ensañó contra el teatro. El fuego lo consumió nuevamente y tuvo que ser reconstruido rápidamente, reabriendo sus puertas el 26 de diciembre de 1837.
En 1844 se inició la colaboración de Giuseppe Verdi con el teatro, con una producción de Ernani durante la temporada de carnaval. Luego se sucedieron los estrenos de Attila, Rigoletto, La Traviata y Simón Boccanegra.
Durante la Primera Guerra Mundial, La Fenice fue cerrada y cuando reinició sus actividades lo hizo con muchas producciones, y atrayendo a grandes cantantes y directores del mundo. En 1930 la Bienal de Venecia iniciaba el primer Festival Internacional de Música Contemporánea, en el que se presentaron compositores como Ígor Stravinski y Benjamin Britten. En ediciones posteriores de este festival se han presentado también Luciano Berio, Luigi Nono y Sylvano Bussotti.
El 29 de enero de 1996 otro incendio destruyó completamente el teatro. Solo se conservó su acústica, ya que Lamberto Tronchin, un acústico italiano, había medido la acústica dos meses antes. Se descubrió que el incendio fue provocado y un juzgado de Venecia encontró culpables a dos electricistas (Enrico Carella y Massimiliano Marchetti) que tenían problemas contractuales con la compañía. Los trabajos de reconstrucción se iniciaron en 2001 y culminaron con la reapertura del teatro el 14 de diciembre de 2003, con un concierto inaugural con obras de Beethoven, Wagner y Stravinski. La reconstrucción estuvo a cargo del arquitecto Aldo Rossi quien respetó el estilo original del siglo XIX. Algunas personas criticaron que se haya perdido la oportunidad para construir un nuevo teatro.

## Eventos
El teatro fue sede de la cena de bodas de Salma Hayek y François-Henri Pinault el 26 de abril de 2009.

## En la literatura
Muerte en la Fenice, la primera de las novelas de la serie policíaca del inspector Guido Brunetti, creado por Donna Leon, tiene como escenario este teatro veneciano.